# Markus Rex

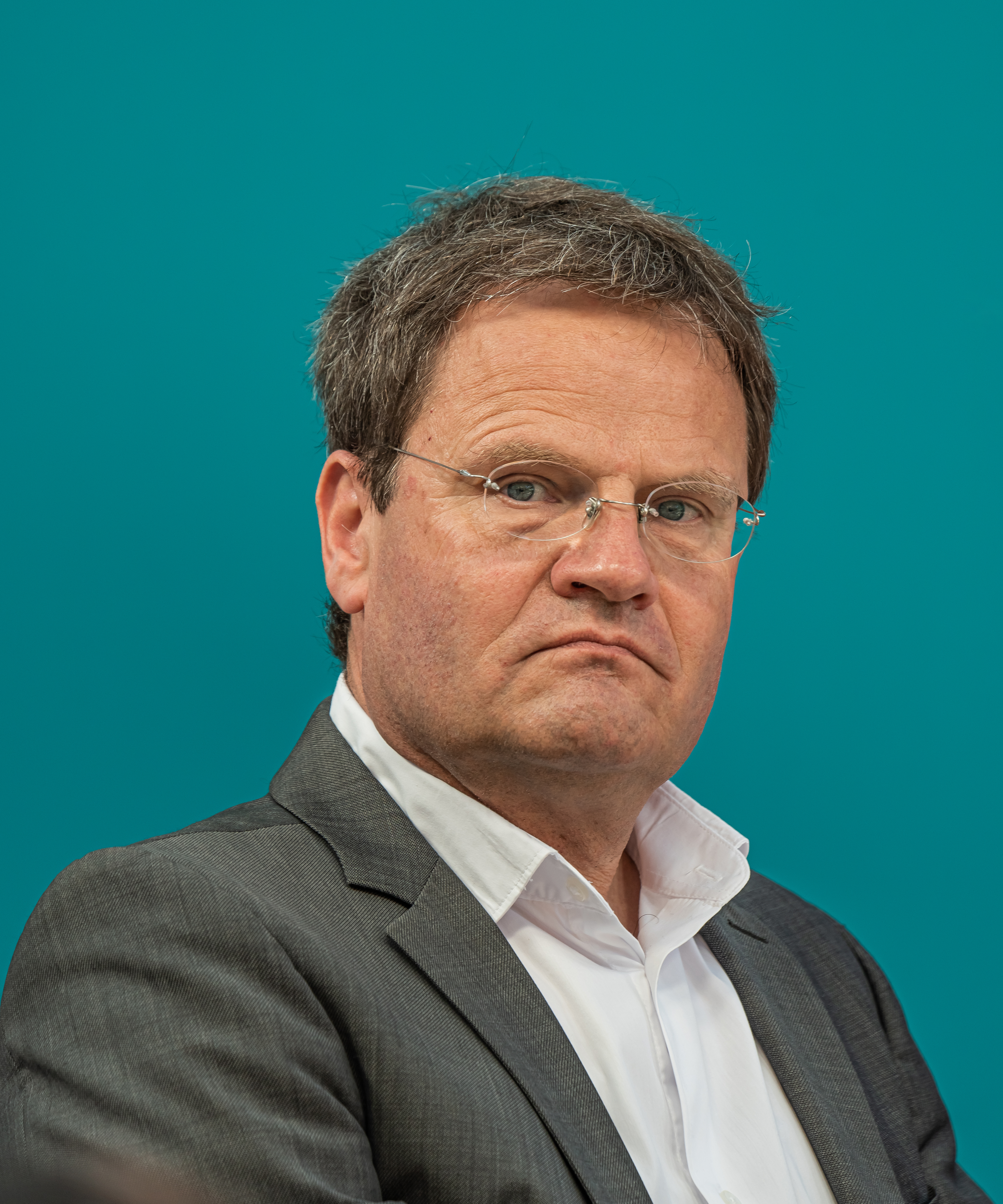
2023

Markus Rex (* 28. November 1966 in Braunschweig) ist ein deutscher Polarforscher, Klimaforscher, Physiker und Bestsellerautor, der maßgeblich das Klimasystem der Polargebiete und die Ozonschicht erforscht. Er ist Professor an der Universität Potsdam und leitet die Sektion Atmosphärenphysik des Alfred-Wegener-Instituts (AWI).

## Werdegang
Nachdem er 1986 das Abitur an der Raabeschule in Braunschweig bestanden hatte, studierte Rex an der Technischen Universität Braunschweig Physik, Geophysik und Meteorologie. Er wechselte nach Göttingen und schrieb 1992 seine Diplomarbeit mit Daten aus einem Forschungsprojekt in der Arktis zum Thema Stratosphärische Ozonabbauraten aus den Ozonsondendaten der EASOE-Kampagne. Er forscht zum polaren Ozonloch.
Rex promovierte 1997 an der Freien Universität Berlin bei Karin Labitzke und Steven Pawson mit einer Arbeit zum Thema Der Ozonabbau in der arktischen Stratosphäre: Ergebnisse einer neuen Messstrategie (Match).
2013 wurde er an der Universität Bremen mit einer Arbeit zum Thema Variabilität und Veränderung der polaren Ozonschicht und ihre Bedeutung im Klimasystem habilitiert.
Rex arbeitete am Jet Propulsion Laboratory der NASA am California Institute of Technology in den USA, am Alfred-Wegener-Institut und an der University of Canterbury in Neuseeland.
Er war Dozent an der Freien Universität Berlin und der Universität Bremen.
2016 wurde die Sektion Atmosphärische Zirkulation und Spurenstoffe des Alfred-Wegener-Instituts in Sektion Physik der Atmosphäre umbenannt und Rex wurde ihr Leiter als Nachfolger von Klaus Dethloff.

## Forschung und Lehre
Rex beschäftigt sich mit der Wirkung klimaphysikalischer Prozesse in den Polregionen im Rahmen der Erdsystemforschung, erhebt Klimadaten in den Polregionen, die stark von Klimawandel betroffen sind, und errechnet unter Zuhilfenahme dieser Daten weltweite Klimamodelle, die Vorhersagen über globale Klimaveränderungen zulassen.
Von 2019 bis 2020 leitete Rex zusammen mit seinen beiden Stellvertretern Klaus Dethloff und Matthew Shupe das internationale Forschungsprojekt MOSAiC – Multidisciplinary drifting Observatory for the Study of Arctic Climate, das die Auswirkungen des Klimawandels in einer ganzjährigen Expedition in der Arktis erforscht.

## Auszeichnungen (Auswahl)
Für sein Engagement zu Arktis und Klimawandel wurde Rex 2020 mit dem SEADEVCON Award der Marine.Media GmbH aus Hamburg ausgezeichnet.
Auswahl weiterer Auszeichnungen: ITB-Buch-Award 2021, Shortlist des NDR Sachbuchpreises 2021, Shortlist des Deutschen Radiopreises, Erskine-Fellowship 2013, und der Dobson Award for Young Scientists 2004. Seine Dissertation wurde 1998 mit dem Ernst-Reuter-Preis der FU Berlin ausgezeichnet.

## Veröffentlichungen (Auswahl)
- Stefanie Kremser, Larry W Thomason, Marc von Hobe, Markus Hermann, Terry Deshler, Claudia Timmreck, Matthew Toohey, Andrea Stenke, Joshua P Schwarz, Ralf Weigel, Stephan Fueglistaler, Fred J Prata, Jean Paul Vernier, Hans Schlager, John E Barnes, Juan Carlos Antuña Marrero, Duncan Fairlie, Mathias Palm, Emmanuel Mahieu, Justus Notholt, Markus Rex, Christine Bingen, Filip Vanhellemont, Adam Bourassa, John MC Plane, Daniel Klocke, Simon A Carn, Lieven Clarisse, Thomas Trickl, Ryan Neely, Alexander D James, Landon Rieger, James C Wilson, Brian Meland: Stratospheric aerosol—Observations, processes, and impact on climate, 2016, Reviews of Geophysics, Band 54, S. 278–335 online als pdf
- Markus Rex: Variabilität und Veränderung der polaren Ozonschicht und ihre Bedeutung im Klimasystem, Habilitationsschrift, 2013 online als pdf
- Gloria L Manney, Michelle L Santee, Markus Rex, Nathaniel J Livesey, Michael C Pitts, Pepijn Veefkind, Eric R Nash, Ingo Wohltmann, Ralph Lehmann, Lucien Froidevaux, Lamont R Poole, Mark R Schoeberl, David P Haffner, Jonathan Davies, Valery Dorokhov, Hartwig Gernandt, Bryan Johnson, Rigel Kivi, Esko Kyrö, Niels Larsen, Pieternel F Levelt, Alexander Makshtas, C Thomas McElroy, Hideaki Nakajima, Maria Concepción Parrondo, David W Tarasick, Peter von der Gathen, Kaley A Walker, Nikita S Zinoviev: Unprecedented Arctic ozone loss in 2011, 2011, Nature, Band 478, S. 469–475 download als pdf möglich
- Markus Rex, RJ Salawitch, Holger Deckelmann, Peter von der Gathen, NRP Harris, MP Chipperfield, B Naujokat, E Reimer, M Allaart, SB Andersen, R Bevilacqua, GO Braathen, H Claude, J Davies, H De Backer, H Dier, V Dorokhov, H Fast, M Gerding, S Godin Beekmann, K Hoppel, B Johnson, E Kyrö, Z Litynska, D Moore, H Nakane, MC Parrondo, AD Risley Jr, P Skrivankova, R Stübi, P Viatte, V Yushkov, C Zerefos: Arctic winter 2005: Implications for stratospheric ozone loss and climate change, 2006, Geophysical Research Letters, Band 33 online als pdf
- Markus Rex, RJ Salawitch, NRP Harris, P von Der Gathen, GO Braathen, A Schulz, H Deckelmann, M Chipperfield, B M Sinnhuber, E Reimer, R Alfier, R Bevilacqua, K Hoppel, M Fromm, J Lumpe, H Küllmann, A Kleinböhl, H Bremer, M von König, K Künzi, D Toohey, H Vömel, E Richard, K Aikin, H Jost, JB Greenblatt, M Loewenstein, JR Podolske, CR Webster, GJ Flesch, DC Scott, RL Herman, JW Elkins, EA Ray, FL Moore, DF Hurst, P Romashkin, GC Toon, B Sen, JJ Margitan, P Wennberg, R Neuber, M Allart, BR Bojkov, H Claude, J Davies, W Davies, H De Backer, H Dier, V Dorokhov, H Fast, Y Kondo, E Kyrö, Z Litynska, IS Mikkelsen, MJ Molyneux, E Moran, T Nagai, H Nakane, C Parrondo, F Ravegnani, P Skrivankova, P Viatte, V Yushkov: Chemical depletion of Arctic ozone in winter 1999/2000, 2002, Journal of Geophysical Research: Atmospheres, Band 107 online als pdf
- Markus Rex: Der Ozonabbau in der arktischen Stratosphäre: Ergebnisse einer neuen Meßstrategie (Match), 1997, Dissertation online, download als pdf möglich
- Markus Rex, P. von der Gathen, N. R. P. Harris, D. Lucic, B. M. Knudsen, G. O. Braathen, S. J. Reid, H. De Backer, H. Claude, R. Fabian, H. Fast, M. Gil, E. Kyrö, I. S. Mikkelsen, M. Rummukainen, H. G. Smit, J. Stähelin, C. Varotsos und I. Zeitcev: In-situ measurements of stratospheric ozone depletion rates in the Arctic winter 1991/92: a Lagrangian approach, J. Geophys. Res., 1996.
- Markus Rex, P. von der Gathen, G. O. Braathen, S. J. Reid, N. R. P. Harris, M. Chipperfield, E. Reimer, A. Beck, R. Alfier, R. Krüger-Carstensen, H. De Backer, D. Balis, C. Zerefos, F. O’Connor, H. Dier, V. Dorokhov, H. Fast, A. Gamma, M. Gil, E. Kyrö, M. Rummukainen, Z. Litynska, I. S. Mikkelsen, M. Molyneux und G. Murphy: Chemical ozone loss in the Arctic winter 1994/95 as determined by the Match technique, J. Atm. Chem., 1996.
- Markus Rex, P. von der Gathen, N. R. P. Harris, E. Reimer, A. Beck, R. Alfier, B. M. Knudsen, I. S. Mikkelsen, M. Chipperfield, D. Lucic, M. Allaart, H. De Backer, G. O. Braathen, S. J. Reid, H. Claude, F. O’Connor, H. Dier, H. Fast, A. Gamma, M. Gil, M. Guirlet, E. Kyrö, M. Rummukainen, Z. Litynska, B. Kois, G. Murphy, F. Ravegnani, C. Varotsos, J. Wenger, V. Yushkov, V. Dorokhov, C. Zerefos, D. Balis und I. Ziomas: A lagrangian approach to separate stratospheric chemical ozone loss from dynamical effects: results for the arctic winters 91/92 and 94/95, in Abstracts of the international conference on ozone in the lower stratosphere, Halkidiki, 1995.
- Markus Rex et al (1995): Chemical ozone loss in the Arctic winters 1991/92 and 1994/95 (Match), in: Proc. of the third European workshop on polar stratospheric ozone, Schliersee, 1995.

Veröffentlichungen im Vorwege oder Zusammenhang mit der MOSAiC-Expedition
- Markus Rex, Matthew Shupe, Klaus Dethloff, Anja Sommerfeld, Benjamin Rabe: The Multidisciplinary drifting Observatory for the Study of Arctic Climate (MOSAiC), 2019, Geophysical Research Abstracts, Band 21
- Anja Sommerfeld, Markus Rex, Matthew Shupe, Klaus Dethloff: The Multidisciplinary drifting Observatory for the Study of Arctic Climate (MOSAiC), 2017, EGUGA
- M Nicolaus, M Rex, K Dethloff, M Shupe, A Sommerfeld: The Multidisciplinary drifting Observatory for the Study of Arctic Climate (MOSAiC), 2016, AGUFM
- Klaus Dethloff, Markus Rex, Matthew Shupe (2016): Multidisciplinary Drifting Observatory for the Study of Arctic Climate (MOSAiC), 2016, EGUGA
- Markus Rex: Eingefroren am Nordpol: Das Logbuch von der »Polarstern«. Die größte Arktisexpedition aller Zeiten – Der Expeditionsbericht. C. Bertelsmann Verlag, München 2020, ISBN 978-3-570-10414-9

### Videos
- MOSAiC expedition leader Prof. Dr. Markus Rex, 2019
- MOSAiC präsentiert von Expeditionsleiter Prof. Dr. Markus Rex, 2019
- Phone Call with Scientists Frozen in Arctic Sea Ice with the MOSAiC Expedition - Full Session, 2019
- The Historic MOSAiC Arctic Science Expedition this Coming Winter - Markus Rex Full Speech!, 2019
- Begrüßung an der Gangway, 2020

### Audios
- Arctic Drift - Das Audiologbuch
- SWR Radioblog[19]
- WDR 5 (Westdeutscher Rundfunk) Tischgespräch vom 28. September 2022: „Markus Rex im Gespräch mit Andrea Burtz“